# Erwin Kern
Erwin Kern (ur. 23 sierpnia 1888  w Ferrette, zm. 20 marca 1963 w Schönau im Schwarzwald) – niemiecki lekkoatleta specjalizujący się w biegach sprinterskich, wielokrotny mistrz kraju, rekordzista świata.
Niemiec wziął udział w dwóch konkurencjach lekkoatletycznych podczas V Letnich Igrzysk Olimpijskich w Sztokholmie w 1912 roku. Na dystansie 100 metrów odpadł w półfinale. W sztafecie 4 × 100 metrów Kern biegł na trzeciej zmianie. W eliminacjach sztafeta niemiecka wyrównała rekord olimpijski, zaś w półfinale ustanowiła nowy rekord świata czasem 42,3 sekundy ale finał zakończył się dla Niemców dyskwalifikacją – Kern zbyt wcześnie rozpoczął swój bieg i przejął pałeczkę od Maxa Herrmanna poza strefą zmian.
W latach 1923–1938, Kern był prezesem Stowarzyszenia lekkoatletycznego w rejonie Oberrhein. Później został właścicielem apteki w Schönau im Schwarzwald, którą prowadził do swojej śmierci, spowodowanej atakiem serca, w 1963 roku.

## Rekordy życiowe
- bieg na 100 metrów – 10,5 (1912)